# Premis Butaca de 2002
Els Premis Butaca de 2002, varen ser la vuitena edició dels oficialment anomenats Premis Butaca de teatre i cinema de Catalunya, uns guardons teatrals i cinematogràfics catalans, creats l'any 1995 per Glòria Cid i Toni Martín, conductors d'un programa a la ràdio de Premià de Mar, en reconeixement de les obres de teatre i pel·lícules estrenades a Catalunya. Els premis són atorgats per votació popular.

## Premi Butaca al millor muntatge teatral
| Obra                       | Productora                   | Resultat  |
| -------------------------- | ---------------------------- | --------- |
| Escenes d'una execució     | Teatre Nacional de Catalunya | Guanyador |
| La caiguda                 | Teatre Nacional de Catalunya | Nominat   |
| Cara de foc                | Teatre Lliure                | Nominat   |
| La dama enamorada          | Teatre Nacional de Catalunya | Nominat   |
| Víctor o els nens al poder | Teatre Lliure                | Nominat   |

## Premi Butaca al millor musical
| Obra                | Productora                                       | Resultat  |
| ------------------- | ------------------------------------------------ | --------- |
| The Full Monty      | Full Teatre                                      | Guanyador |
| Adéu a Berlín       | Artenbrut/Teatre Kaddish                         | Nominat   |
| Notre-Dame de Paris | Enzo Entertainment/CIE España/Focus/BCN Promoció | Nominat   |

## Premi Butaca al millor espectacle de dansa
| Obra             | Productora                                  | Resultat  |
| ---------------- | ------------------------------------------- | --------- |
| Bésame el cactus | Cia. Sol Picó                               | Guanyador |
| 12 ballen Serrat | Teatre Lliure                               | Nominat   |
| La casa de l'est | Cia. Mar Gómez/Teatre Nacional de Catalunya | Nominat   |
| Preludis         | Cia. Gelabert-Azzopardi/Hebbel Teatre       | Nominat   |

## Premi Butaca al millor espectacle de petit format
| Obra                      | Productora                                              | Resultat  |
| ------------------------- | ------------------------------------------------------- | --------- |
| Niederungen               | Sala Beckett/Festival Internacional de Teatre de Sitges | Guanyador |
| Dramàtic                  | Espai Brossa                                            | Nominat   |
| Orgia                     | Teatre Lliure                                           | Nominat   |
| Tórtola Valencia          | Gran Teatre del Liceu/La Maestranza                     | Nominat   |
| Tractat de blanques       | Sala Beckett                                            | Nominat   |
| Els ulls de l'etern germà | La Perla 29/Sala Beckett                                | Nominat   |
| Una vida al teatre        | Teatre Malic/La Fanfarra                                | Nominat   |

## Premi Butaca al millor text teatral
| Obra                  | Productora                     | Resultat  |
| --------------------- | ------------------------------ | --------- |
| Després ve la nit     | David Plana                    | Guanyador |
| La dona i el detectiu | Mercè Sarrias                  | Nominat   |
| Matem els homes       | Manel Dueso                    | Nominat   |
| Niederungen           | Ricard Gázquez i Anabel Moreno | Nominat   |

## Premi Butaca a la millor direcció teatral
| Director/a          | Obra                       | Resultat   |
| ------------------- | -------------------------- | ---------- |
| Carme Portaceli     | Cara de foc                | Guanyadora |
| Xavier Albertí      | Orgia                      | Nominat    |
| Joan Ollé           | Víctor o els nens al poder | Nominat    |
| Àlex Rigola         | Suzuki I i II              | Nominat    |
| Ramon Simó i Vinyes | Escenes d'una execució     | Nominat    |

## Premi Butaca a la millor actriu de teatre
| Obra          | Productora                       | Resultat   |
| ------------- | -------------------------------- | ---------- |
| Anna Lizaran  | Escenes d'una execució           | Guanyadora |
| Mercè Arànega | Bodas de sangre                  | Nominada   |
| Carme Elias   | La dama enamorada                | Nominada   |
| Àurea Márquez | Ganivets a les gallines          | Nominada   |
| Laia Marull   | La Mare Coratge i els seus fills | Nominada   |

## Premi Butaca al millor actor
| Actor            | Obra                   | Resultat  |
| ---------------- | ---------------------- | --------- |
| Francesc Orella  | La caiguda             | Guanyador |
| Pere Arquillué   | Orgia                  | Nominat   |
| Eduard Fernández | Suzuki I i II          | Nominat   |
| Ramon Madaula    | Escenes d'una execució | Nominat   |
| Oriol Vila       | Cara de foc            | Nominat   |

## Premi Butaca a la millor actriu de musical
| Actriu         | Obra                | Resultat   |
| -------------- | ------------------- | ---------- |
| Mercè Martínez | The Full Monty      | Guanyadora |
| Thais Ciurana  | Notre-Dame de Paris | Nominada   |
| Mone           | The Full Monty      | Nominada   |

## Premi Butaca al millor actor de musical
| Actor          | Obra                | Resultat  |
| -------------- | ------------------- | --------- |
| Àngel Llàcer   | The Full Monty      | Guanyador |
| Daniel Anglès  | Notre-Dame de Paris | Nominat   |
| Xavier Mestres | The Full Monty      | Nominat   |
| Xavier Torras  | Adéu a Berlín       | Nominat   |

## Premi Butaca a la millor actriu de repartiment
| Actriu         | Obra                       | Resultat   |
| -------------- | -------------------------- | ---------- |
| Pepa López     | Cara de foc                | Guanyadora |
| Lluïsa Castell | Salinger                   | Nominada   |
| Rosa Gàmiz     | Víctor o els nens al poder | Nominada   |
| Lluïsa Mallol  | Un sant sopar europeu      | Nominada   |
| Alícia Pérez   | Orgia                      | Nominada   |

## Premi Butaca al millor actor de repartiment
| Actor           | Obra                       | Resultat  |
| --------------- | -------------------------- | --------- |
| Quim Gutiérrez  | Unes polaroids explícites  | Guanyador |
| Ferran Carvajal | Unes polaroids explícites  | Nominat   |
| Pep Jové        | Suzuki I i II              | Nominat   |
| Xicu Masó       | Víctor o els nens al poder | Nominat   |
| Xavier Ruano    | Un sant sopar europeu      | Nominat   |

## Premi Butaca a la millor escenografia
| Actor                  | Obra        | Resultat  |
| ---------------------- | ----------- | --------- |
| Guillem Sánchez-Blanco | Niederungen | Guanyador |
| Carles Alfaro          | La caiguda  | Nominat   |
| Paco Azorín            | Cara de foc | Nominat   |
| Paco Azorín            | Salinger    | Nominat   |
| Bibiana Puigdefàbregas | Woyzeck     | Nominat   |

## Premi Butaca a la millor il·luminació
| Actor         | Obra                    | Resultat  |
| ------------- | ----------------------- | --------- |
| Albert Faura  | La dama enamorada       | Guanyador |
| Carles Alfaro | La caiguda              | Nominat   |
| Paco Azorín   | Ganivets a les gallines | Nominat   |
| Xavier Clot   | Cara de foc             | Nominat   |
| Xavier Clot   | Salinger                | Nominat   |

## Premi Butaca al millor vestuari
| Actor            | Obra                             | Resultat  |
| ---------------- | -------------------------------- | --------- |
| Antonio Belart   | La Mare Coratge i els seus fills | Guanyador |
| Míriam Compte    | Món Brossa                       | Nominada  |
| Míriam Compte    | Víctor o els nens al poder       | Nominada  |
| Mònica Quintana  | Tórtola Valencia                 | Nominada  |
| Marta Rafa Serra | Woyzeck                          | Nominada  |

## Premi Butaca al millor pel·lícula catalana
| Actor          | Obra                                      | Resultat   |
| -------------- | ----------------------------------------- | ---------- |
| En construcció | José Luis Guerín                          | Guanyadora |
| Faust 5.0      | Àlex Ollé, Carlus Padrissa i Isidre Ortiz | Nominada   |
| Menja d'amor   | Ventura Pons                              | Nominada   |
| Smoking Room   | Julio D. Wallovits i Roger Gual           | Nominada   |

## Premi Butaca a la millor actriu catalana de cinema
| Actor            | Obra                             | Resultat   |
| ---------------- | -------------------------------- | ---------- |
| Vicky Peña       | Piedras                          | Guanyadora |
| Ariadna Gil      | El embrujo de Shanghai           | Nominada   |
| Mònica López     | Intacto                          | Nominada   |
| Ingrid Rubio     | El alquimista impaciente         | Nominada   |
| Rosa Maria Sardà | A mi madre le gustan las mujeres | Nominada   |

## Premi Butaca al millor actor català de cinema
| Actor               | Obra          | Resultat  |
| ------------------- | ------------- | --------- |
| Eduard Fernández    | Smoking Room  | Guanyador |
| Francesc Garrido    | Smoking Room  | Nominat   |
| Sergi López i Ayats | Sólo mía      | Nominat   |
| Francesc Orella     | Clara y Elena | Nominat   |

## Premi Butaca al millor mitjà de difusió del teatre
- Revista Teatre BCN

## Premi Butaca al millor mitjà de difusió del cinema
- Cinema 3

## Butaca Honorífica
- Terenci Moix i Teatre Malic